# Badwater

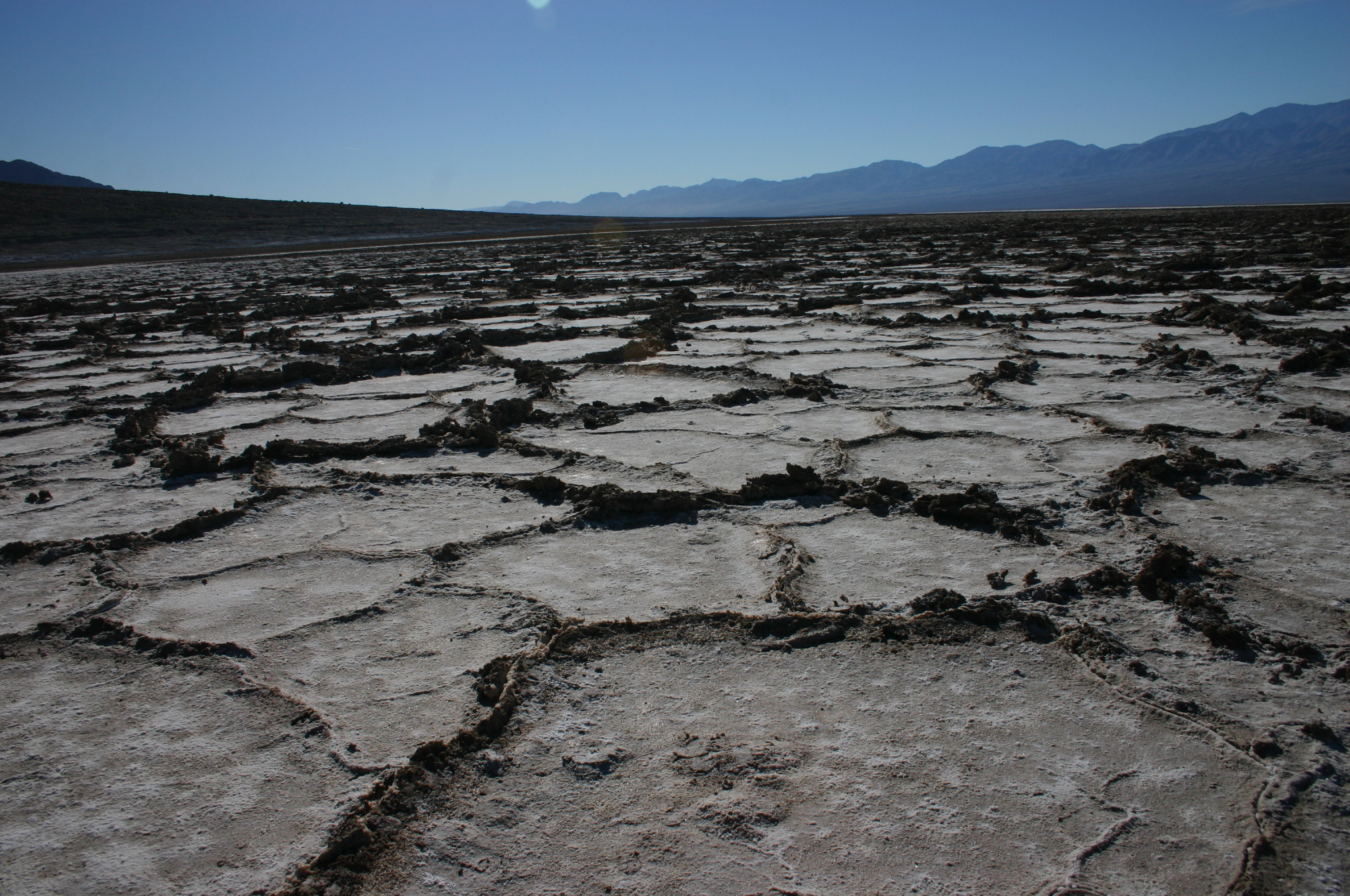
Vy över Badwater.

Badwater är en endorheisk sjö (den har inga utflöden) och är belägen i Death Valley nationalpark i Kalifornien i USA. Här finns Nordamerikas lägsta plats, som ligger 86 meter under havsnivå. 122 kilometer västerut ligger Mount Whitney, som är den högsta punkten i det kontinentala USA. 